# Amaranthus blitum subsp. blitum
Amaranthus blitum subsp. blitum é uma subespécie de planta com flor pertencente à família Amaranthaceae. 
A autoridade científica da subespécie é L., tendo sido publicada em Sp. Pl. 2: 990 (1753).
Os seus nomes comuns são beldros, beldro-manso, bredos, bredo-manso, bredo-roxo, carurú-folha-de-cuia ou carurú-vermelho.

## Portugal
Trata-se de uma subespécie presente no território português, nomeadamente em Portugal Continental.
Em termos de naturalidade é nativa da região atrás indicada.

## Protecção
Não se encontra protegida por legislação portuguesa ou da Comunidade Europeia.